# Jean de Schelandre
Jean de Schelandre, signore di Saumazènes, noto anche con lo pseudonimo di Daniel d'Anchères, anagramma del suo nome (Jametz, 1584 – 1635), è stato un drammaturgo francese.
Soldato agli ordini di Henri de la Tour d'Auvergne, Visconte di Turenne, avviò una discreta carriera militare nei Paesi Bassi. Morì per le ferite ricevute durante un combattimento in Germania.
Fu autore della tragedia Tiro e Sidone (1608), ristampata poi nel 1628 come tragicommedia.